# راؤول رودريغيز نافاس
راؤول رودريغيز نافاس (بالإسبانية: Raúl Rodríguez Navas)‏ (11 مايو 1988 بإشبيلية في إسبانيا - ) هو لاعب كرة قدم إسباني في مركز الدفاع. لعب مع إشبيلية أتلتيكو وريال بلد الوليد ب وريال بلد الوليد وريال سوسيداد وسلتا فيغو ب وسلتا فيغو ونادي إشبيلية ونادي إيبار وSevilla FC C ‏.

## وصلات خارجية
- راؤول رودريغيز نافاس على موقع قاعدة بيانات كرة القدم.إي يو (الإنجليزية)
- راؤول رودريغيز نافاس على موقع Soccerway.com (الإنجليزية)
- راؤول رودريغيز نافاس على موقع AS.com (الإسبانية)